# Partido de Lautaro
Partido de Lautaro es una división territorial de Chile. Se creó del territorio de los fuertes al sur del río Biobío (Colcura, San Pedro, Santa Juana, Arauco y Nacimiento), hacia 1823. Forma parte de la Intendencia de Concepción.
Su asiento estaba en el Fuerte de Colcura. 
Con la Constitución de 1823, cambia su denominación a Delegación de Lautaro.

## Límites
El Partido de Lautaro limita: 
- al norte con el río Biobío
- al este con el río Biobío
- al sur con el Océano Pacífico